# 赫莫克拉提斯
赫莫克拉提斯（古希腊语：Ἑρμοκράτης）是处于雅典城邦发动的西西里远征时期锡拉库扎的一位将军。
赫莫克拉提斯在史料上第一次被提到是在公元前424年的杰拉城集会上, 在这次集会上他号召所有居住在西西里的希腊人停止争吵。 在公元前415年他提议建立一个包括非西西里城市的广泛同盟。这个军事同盟甚至包括非希腊人的城邦例如迦太基以反抗雅典的霸权。
其后，他被选为锡拉库扎的三将军之一， 但其后却因为在之后一小段时间没有取得战功而被解除职务。后来他又成了斯巴达将军古利普斯的顾问, 在解除锡拉库扎之围的战斗中发挥了关键的作用。 
在公元412年他担任了基济科斯之役（battle of Cyzicus）的海军统帅。该战役中, 斯巴达及其盟军被提洛同盟重创。这导致了被放逐。 直到公元408年他才返回西西里。公元407年，他最后死在锡拉库扎的一次失败政变中的街头混战中。
包括修昔底德在内，赫莫克拉提斯被这些史学家提及：色诺芬、普鲁塔克 和波利比奥斯。此外，赫莫克拉提斯是柏拉图晚期的对话集蒂迈欧和克里提亚斯中的一位人物。 柏拉图一开始有可能打算构思一部名叫“赫莫克拉提斯”的对话集，但并没有真正下笔。由于他没有动笔，我们也只能猜测他为何选择赫莫克拉提斯的原因。这一幕十分令人好奇：因为柏拉图在其中描述了当克里提亚斯复述九千年前史前时代的雅典人是怎样反抗来自亚特兰蒂斯的入侵并将地中海从奴役中解放的时候，赫莫克拉提斯被雅典人当做一个阻止了雅典的帝国主义扩张的人回忆起。